# Santa Ana (Los Santos)
Santa Ana è un comune (corregimiento) della Repubblica di Panama situato nel distretto di Los Santos, provincia di Los Santos. Si estende su una superficie di 69,7 km² e conta una popolazione di 3.329 abitanti (censimento 2010).